# Homoneura abana
Homoneura abana är en tvåvingeart som beskrevs av Charles Howard Curran 1931. Homoneura abana ingår i släktet Homoneura och familjen lövflugor. Inga underarter finns listade i Catalogue of Life.